# Затворна рама

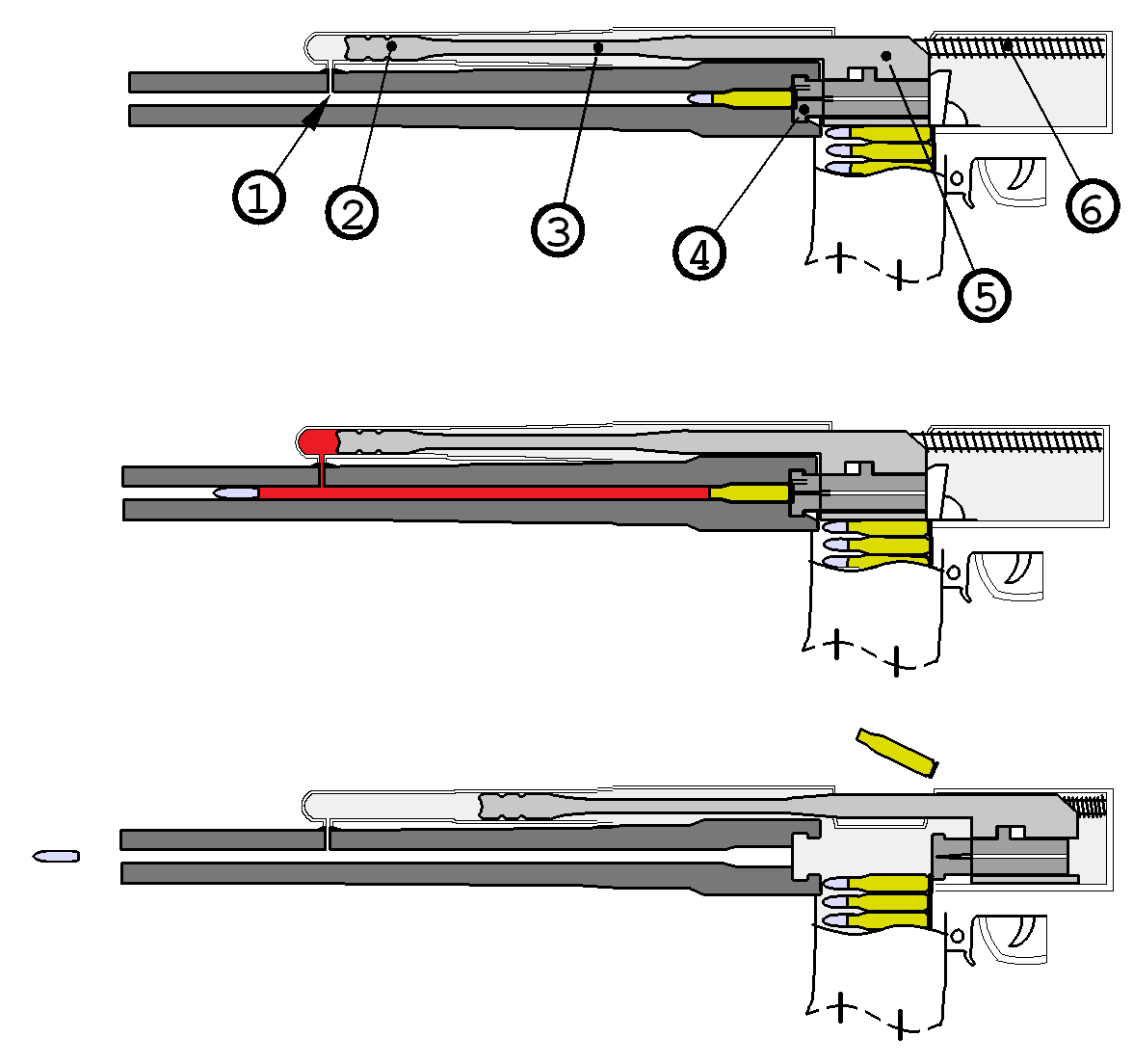
Відведення порохових газів з каналу ствола. 1) Газовідвідний отвір в каналі ствола, 2) Газовий поршень, 3) Стрижень, 4) Затвор, 5) Затворна рама, 6) Поворотна пружина

Затво́рна ра́ма — частина вогнепальної зброї, що слугує для спрямовування й обмеження пересування рухомих частин механіки зброї.